# Cheque bebé
Se conoce con el nombre de cheque bebé a la prestación económica no contributiva de 2500 € (publicada en el Boletín Oficial del Estado como Ley 35/2007, de 15 de noviembre) que se recibió en España entre el 1 de julio de 2007 y el 31 de diciembre de 2010 por cada hijo nacido o adoptado en territorio español. Esta medida fue implementada con el objetivo de fomentar la natalidad y la adopción en España y tuvo una gran aceptación entre los ciudadanos. Aunque fue eliminado debido a la crisis económica, muchos defensores de la medida argumentan que tuvo un efecto positivo en la natalidad española.

## Descripción
El cheque bebé fue implementado por el gobierno de José Luis Rodríguez Zapatero como parte de una serie de políticas destinadas a fomentar la natalidad y la conciliación laboral y familiar. En ese momento, España se encontraba por debajo de la tasa de reemplazo demográfico, lo que significa que la población española no estaba teniendo suficientes hijos para reemplazar a las personas que se jubilaban o fallecían. Con el cheque bebé, el Gobierno esperaba estimular la natalidad y, en última instancia, mejorar la economía española. El pago se hacía en un solo desembolso a los padres después de que presentaran el certificado de nacimiento o adopción del niño correspondiente.
Esta medida tuvo una gran aceptación entre los ciudadanos españoles, ya que suponía un importante apoyo económico para las familias en un momento en el que la crisis económica estaba empezando a hacerse notar en el país. Además, el cheque bebé también contribuyó a mejorar las condiciones de vida de los niños y a reducir la brecha entre familias con y sin hijos. Sin embargo, a pesar de su éxito, el cheque bebé fue eliminado a finales de 2010 debido a la crisis económica y la necesidad de reducir el gasto público.